# Keita Gotō
Pour les articles homonymes, voir Goto.
Keita Gotō (五島慶太), né le 18 avril 1882 à Aoki au Japon et décédé à l'âge de 77 ans le 14 août 1959, est un homme d'affaires et homme politique japonais qui fonda le groupe Tōkyū (en).

## Biographie

### Jeunesse et formation
Gotō est né en 1882 dans la préfecture de Nagano sous le nom de Keita Kobayashi. Après avoir étudié au lycée de la ville voisine de Matsumoto, il revient dans son village natal et devient instituteur dans une école primaire. En 1902, il entre dans l'ancêtre de l'actuelle université de Tsukuba puis étudie le droit à l'université impériale de Tokyo à partir de 1907. Après l'obtention de son diplôme, il entre au ministère de l'Agriculture et du Commerce, puis trois ans plus tard au ministère des Transports où il participe au développement du réseau de chemins de fer national. 
Il épouse en 1912 la fille d'un ingénieur et adopte son nom de famille, Gotō.

### Carrière dans les affaires
En 1920, Gotō est nommé directeur de la compagnie ferroviaire Musashi, une entreprise qui connait des difficultés à trouver des capitaux pour financer son expansion. Quatre ans plus tard, il acquiert une participation majoritaire dans la société en utilisant les profits des autres compagnies ferroviaires de la région de Tokyo. Ce fut la première des nombreuses acquisitions que Gotō fera de petites compagnies ferroviaires et immobilières qu'il transformera en grandes sociétés rentables. C'est à cette époque qu'il convainc l'université de Technologie de Tokyo de se réinstaller le long d'une voie de ses chemins de fer car son ancien campus avait été endommagé par le grand séisme de Kantō de 1923. Pendant les dix années suivantes, il aide ainsi à la réinstallation d'autres écoles et universités, comme l'école de médecine Nippon (en) ou l'université Tokyo Gakugei. En rajoutant d'autres développements résidentiels le long de ses chemins de fer, il augmente le nombre de passagers réguliers ainsi que la valeur immobilière de sa société.
Au moment de sa mort en 1959, sa stratégie d'acquisitions agressives avait donné naissance au groupe Tōkyū, l'une des plus grandes entreprises du Japon, avec un champ d'activité allant des chemins de fer aux grands magasins, aux hôpitaux et aux écoles en passant par la production de divertissements et de loisirs.

## Collection d'art
Vers la fin de sa vie, Gotō collectionne de nombreuses œuvres d'art asiatiques et japonaises. Sa collection compte quelques Trésors nationaux, comme des calligraphies, des céramiques et l'un des quatre rouleaux illustrés restants du Dit du Genji. La collection est aujourd'hui exposée au musée Gotoh à Tokyo.